# 拉维·尼拉坎坦
拉维·尼拉坎坦（英語：Ravi Neelakantan，？—），縮寫N·拉维（N. Ravi），印度前外交官，曾任印度駐越南大使等職務。

## 经历
2004年1月至2006年1月，任印度駐越南大使。
2009年12月退休後，於印度管理研究所邦加羅爾分校公共政策中心擔任高級研究員。